# روبرت إي. كليري
روبرت إي. كليري (بالإنجليزية: Robert E. Cleary)‏ هو عسكري أمريكي، ولد في 2 يونيو 1931 في ماساتشوستس في الولايات المتحدة، وتوفي في 11 فبراير 2018 في فرجينيا بيتش في الولايات المتحدة.